# NGC 7242
NGC 7242 é uma galáxia elíptica (E) localizada na direcção da constelação de Lacerta. Possui uma declinação de +37° 17' 52" e uma ascensão recta de 22 horas, 15 minutos e 39,3 segundos.
A galáxia NGC 7242 foi descoberta em 24 de Setembro de 1873 por Édouard Jean-Marie Stephan.